# Roderick Stephen Hall
Roderick Stephen Goodspeed Hall (Pechino, 12 agosto 1915 – Bolzano, 20 febbraio 1945) è stato un militare statunitense, agente dell'Office of Strategic Services (OSS) durante la seconda guerra mondiale.
Fu tradito e catturato dietro le linee nemiche durante una missione di sabotaggio a sud del Brennero nel gennaio 1945. Dopo un mese di prigionia fu giustiziato dalle SS. L'omicidio fu fatto passare per un arresto cardiaco. Gli assassini furono processati da un tribunale militare statunitense dopo la guerra: tre di loro furono condannati a morte e giustiziati, mentre un quarto fu condannato all'ergastolo. 
È sepolto presso il Florence American Cemetery and Memorial di Firenze.

## Biografia
Nacque nel 1915 a Pechino, in quella che allora fu la Repubblica di Cina. Suo padre, Ray Ovid Hall, fu un uomo d'affari che operava e livello internazionale e sua madre, Gertrude Cliff (Goodspeed) Hall fu un medico. Frequentò la Phillips Academy di Andover laureandosi nel 1934. Visitò le Alpi italiane, in particolare l'area intorno al Brennero, dove trascorse molto tempo in arrampicate, escursioni e sciate, acquisendo molta familiarità con la zona. Di professione Hall fu geologo.
Quando il Giappone attaccò Pearl Harbor il 7 dicembre 1941 e gli Stati Uniti furono coinvolti nella guerra, Hall era appena tornato negli USA dai suoi viaggi e si era iscritto alla Yale University.

## Missione

### Preparazione
Hall lasciò l'università e si arruolò come soldato semplice, scalando rapidamente i ranghi, fino a essere promosso a sottotenente. Riconoscendo l'importanza strategica del Brennero per il rifornimento delle forze tedesche e italiane nel Mediterraneo, scrisse nell'autunno 1943 una lettera all'OSS, proponendo una missione sul posto e offrendosi volontario per paracadutarsi con attrezzatura, rifornimenti ed esplosivi a ovest di Cortina d'Ampezzo, intorno al Passo Falzarego, da dove avrebbe poi attaccato, da solo o con l'aiuto della Resistenza, le strade minori e i passi che portavano al Brennero per interrompere le linee di rifornimento dell'Asse. Fu consapevole che le possibilità di fuga dalla regione erano scarse, ma sperava di riuscire a nascondersi fino alla fine della guerra.
Con sua sorpresa la lettera suscitò l'interesse dell'OSS, e gli fu ordinato di fare rapporto a Washington. Inizialmente fu addestrato negli Stati Uniti e poi inviato ad Algeri come esperto di demolizioni. La missione diretta contro il Brennero era considerata irrealistica, anche perché il supporto dei partigiani locali sembrava poco affidabile, dato che gli abitanti dell'Alto Adige erano prevalentemente di etnia tedesca.
Nel giugno 1944 fu inviato a Caserta dove si unì al 2677º reggimento OSS e si addestrò con una squadra di agenti per la missione. Tornò per un breve periodo ad Algeri per un corso di paracadutismo e rientrò con la sua squadra sulle montagne italiane per l'addestramento linguistico e di sopravvivenza.

### Missione dietro le linee nemiche
Il 2 agosto 1944 Hall e la sua squadra si paracadutarono nel nord Italia sul Monte Pala, a sud del Brennero. Il gruppo era composto dal capitano Lloyd G. Smith, comandante, il tenente Joseph Lukitsch, Hall, l'operatore radio Stanley Sbeig, uno specialista della Marina, e il tecnico Victor Malaspino. Danneggiarono un ponte incustodito a Tolmezzo con gli esplosivi e continuarono con il sabotaggio dei ponti durante il viaggio verso nord. Le condizioni meteorologiche avverse ostacolarono gli sforzi e la squadra fu costretta a riparare in un piccolo villaggio, con Hall sofferente per un grave congelamento ai piedi, sperando di riuscire a nascondersi fino alla fine della guerra.
Oltre al sabotaggio, Hall fu anche impegnato nel contattare i gruppi partigiani italiani locali, nell'organizzare le consegne dei rifornimenti e nell'ottenere le informazioni sul progetto Alpenfestung, la Fortezza delle Alpi, un progetto di fortificazione tedesco.

### Cattura
Il 25 gennaio 1945 Hall si diresse a nord da solo con l'ordine di far saltare la diga di Cortina d'Ampezzo. Il giorno successivo, impossibilitato a muoversi a causa degli effetti del congelamento ai piedi, fu scoperto da un guardiacaccia. Si nascose presso un prete locale, ma il guardacaccia, con il pretesto di farsi aiutare, lo consegnò alla polizia fascista. Hall fu tradito da un partigiano che lo identificò come un agente dell'OSS. Non fece resistenza ai due poliziotti di Cortina che lo arrestarono.

## Uccisione
Hall fu consegnato alle SS che gestivano il campo di transito di Bolzano, dove fu prima torturato e poi impiccato nella camera delle torture il 20 febbraio 1945. La sua morte fu nascosta e fatta apparire come un arresto cardiaco. Il medico italiano che firmò il certificato di morte fu anche lui un detenuto e in realtà non poté vedere il corpo. Durante i negoziati in Svizzera tra gli alti funzionari delle SS e i rappresentanti statunitensi, nell'ambito dell'operazione Sunrise, fu chiesto che Hall fosse scambiato o liberato come segno di buona volontà, ma era già morto.
Altri due agenti dell'OSS catturati in quel periodo a Belluno erano destinati a subire la stessa sorte di Hall, ma furono tratti in salvo quando gli Stati Uniti informarono l'alto comando tedesco che si aspettavano che i prigionieri venissero trattati secondo le disposizioni della Convenzione di Ginevra poiché erano stati catturati in uniforme, riuscendo così a salvarli.

## Processo

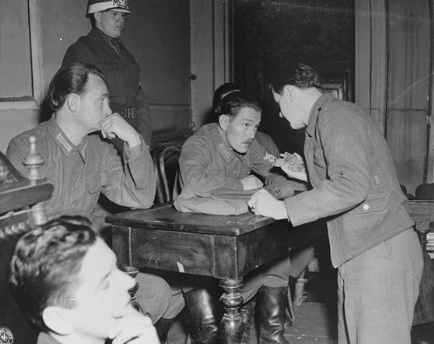
Heinrich Andergassen durante il processo

Poiché Hall fu in uniforme al momento dell'arresto, la sua esecuzione rappresentò una violazione della Convenzione di Ginevra, risultando quindi un crimine di guerra. Quando gli ufficiali dell'OSS entrarono nel campo alla fine della guerra, riuscirono a identificare la tomba di Hall e gli diedero una degna sepoltura militare. I documenti ritrovati nel campo servirono come prova al processo di Napoli nel 1946.
L'Untersturmführer Heinrich Andergassen, uno dei principali sospettati, confessò l'omicidio durante l'interrogatorio del 1º luglio 1945 e nella sua confessione coinvolse altri tre ufficiali: lo Sturmbannführer August Schiffer, l'Oberscharführer Albert Storz e l'ufficiale della gendarmeria Hans Butz. Schiffer tentò invano di appellarsi al famigerato Ordine Commando per difendere le sue azioni.
Il 16 gennaio 1946 Andergassen, Schiffer e Storz furono condannati a morte dal tribunale militare statunitense e impiccati il 26 luglio dello stesso anno. Butz fu condannato all'ergastolo perché riconosciuto colpevole di coinvolgimento in misura minore.
Oltre all'omicidio di Hall, Andergassen, Schiffer e Storz furono giudicati colpevoli anche dell'omicidio di altri sei militari alleati: il pilota Charles Parker, gli ufficiali della SAS Roger Littlejohn e David Crowley e gli aviatori statunitensi George Hammond, Hardy Narron, e Medardo Tafoya.